# 阿蒙涅姆赫特三世
阿蒙涅姆赫特三世 Amenemhat III（约公元前1842年~约公元前1797年在位）埃及第十二王朝法老。辛努塞尔特三世之子。在正式即位之前，他大约有20年时间是与父亲共治。
在阿蒙涅姆赫特三世统治时代，埃及各省权贵发动叛乱的危险被彻底消除。他在埃及境内各地兴建了一系列大规模水利工程用于灌溉，又动员农民开垦土地。他在位时期兴修的水利设施中最有名的是位于法尤姆省的水库（今加龍湖）。
阿蒙涅姆赫特三世也大大增加了对矿物的开采。在阿蒙涅姆赫特三世统治时，埃及的商船队穿梭于红海与地中海之上，最远抵达了塞浦路斯。